# Carl Veidahl
Carl Otto Halvorsen Veidahl (ur. 6 marca 1879 w Våler w Norwegii, zm. 27 lipca 1974 w Oslo) – norweski strzelec, olimpijczyk.
Veidahl wziął udział tylko w Igrzyskach Olimpijskich w Sztokholmie w 1912 r. Wystartował w  konkurencji strzeleckiej. Strzelał karabinem wojskowym w trzech postawach, z odległości 300 m. W konkurencji można było uzyskać maksymalnie 100 pkt (2 strzały, za każdy maksymalnie 50 pkt). Veidahl uzyskał 25 i 15 pkt, czyli łącznie 40. Ten wynik zapewnił mu 89. miejsce w zawodach.